# Ivan Dolničar
Ivan Dolničar zvani Janošik (Šujica, kraj Ljubljane, 31. kolovoza 1921. - Ljubljana, 14. listopada 2011.), bio je sudionik narodnooslobodilačke borbe, časnik JA, kasnije general i visoki partijski funkcionar u SR Sloveniji i socijalističkoj Jugoslaviji.

## Djetinjstvo i mladost
Rođen je 31. kolovoza 1921., u Šujici, pokraj Ljubljane, kao jedno od trinaestero djece u siromašnoj slovenskoj radničkoj obitelji, Petra i Pavle Dolničar. U rodnom je mjestu pohađao pučku (osnovnu) školu, da bi u Ljubljani isao u obrtničku školu, gdje je završio zanat za zidara. Njegov je stariji brat, Vlado Dolničar, bio prijeratni komunist, te je utjecao na to da se i ovaj priključio SKOJ-u, 1941.godine. 

## Sudjelovanje u Drugom svjetskom ratu
Nakon izbijanja Drugoga svjetskog rata i okupacijom Jugoslavije, Slovenija je ratnom okupacijom bila podijeljena, te se sama Dolničarova obitelj našla podijeljena u bratoubilačkom ratu među zaraćenim stranama. 
Naime, on i njegov brat Vlado, priključuju se Oslobodilačkoj fronti Slovenije, te potom, u lipnju 1942., odlaze u partizane, u kojima Vlado Dolničar pogiba 1943.godine. Ivan koji dobiva nadimak Janošik, tijekom rata je sudjelovao isključivo u borbama na području Slovenije, te u redovima narodnooslobodilačkog pokreta napreduje od običnog borca, preko obavještajca u bataljunu, do političkog komesara brigade, na kojoj je dužnosti dočekao završne operacije za oslobođenje Jugoslavije, te je čak u svibnju 1945., pregovarao s njemačkim zapovjednikom generalom Alexanderom Löhrom o uvjetima kapitulacije njemackih vojnih jedinica, kojom prilikom susreće i Simu Dubajića, koji se kao major Motomehanizirane jedinice u sastavu četvrte JA, našao na tom području, tragajući za Löhrom i ostalim značajnijim bjeguncima.
S druge strane, njegov stariji brat Peter Dolničar (1910.-1945.), koji je bio oženjen i otac jednog djeteta, početkom rata odlazi u slovensko domobranstvo, te je na kraju rata, u svibnju 1945., uslijed povlačenja sa svojom jedinicom, koja se namjeravala predati Britancima, bio zarobljen i odveden u zarobljenički logor Teharje, pokraj Celja, da bi mu vlastiti brat, Ivan Dolničar, izrekao smrtnu kaznu, i naložio izvršenje presude pred vlastitim roditeljima.

## Karijera u socijalističkoj Jugoslaviji
Nakon završetka Drugoga svjetskog rata, ostaje u aktivnoj sluzbi u Jugoslavenskoj armiji (JA), te je 1947. premješten u Političku upravu JA i imenovan za instruktora za veze. Sljedeće, 1948., imenovan je na dužnost političkog komesara u časničkoj školi za vezu, u mjestu Zrenjanin, u Vojvodini. 
U razdoblju od 1949. do 1951. školuje se na Višoj političkoj školi "Đuro Đaković", u Beogradu, te je nakon završetka doškolovanja premjesten u Jugoslavensko ratno zrakoplovstvo, od 1951. do 1967., u kojem je za vrijeme službi boravio u Skoplji, Zagrebu i Zadru. Nastavlja doškolovanje, te od 1955. do 1957. pohađao je Višu vazduhoplovnu akademiju u Beogradu, a 1963. završava Komando štabnu školu. 
Godine 1967. imenovan je na dužnost pomocnika saveznog sekretara za obranu, Nikole Ljubičića, te je u djelokrugu rada u početku pokrivao političko - pravni sektor, a kasnije civilnu obranu. 
Od 1978. do 1979. bio je podsekretar u Saveznom sekretarijatu za narodnu obranu SFRJ, a od 1979. do 1982. obnašao je dužnost generalnog sekrerara u Predsjedništvu SFRJ. Ma toj je poziciji razvio bliskost s tadasnjim predsjednikom Titom, s kojim je dočekao Novu godinu 1980., te je među ostalim u njegovom krugu Tito proveo zadnje dane.
Ubrzo nakon smrti Tita, povlači se, i 1982. odlazi u mirovinu, u činu general ratnog zrakoplovstva JNA. 

## Kraj karijere i smrt
U mirovini se aktivirao u udrugama antifašističkih boraca, te je od 1984. do 1990. bio član SSRN-a Slovenije, a nakon demokratskih promjena u Sloveniji i raspada Jugoslavije, bio je predsjednik SUBNOR-a Slovenije, od 1990. do 2003. godine. 
Godine 2005., izdaje memoarsko djelo "Generalova godina" (slo. Generalov let), u kojoj iznosi brojne osobe, događaje i činjenice iz svoje karijere, među ostalim, iznosi podatak o Titovom tzv. dvostrukom pogrebu, naime radilo se o dva pogreba, jednom simuliranom, fiktivnom za potrebe domaćih i stranih medija, te javnosti, kojom su prilikom grobnicu samo privremeno zatvorili jednom imitacijom mramorne ploče, koja nije bila pričvršćena, već se nalazila na posebnim kotačićima, te drugi službeni i stvarni pogreb odrađen je tek poslije pogrebnog ceremonijala, u prisutnosti posebne državne komisije, sastavljene od visokih državnih dužnosnika, potpredsjednika savezne Vlade, Bogoljuba Stavreva, Dolničara zatim Zvonimira Kostića i dr.
Slovenski predsjednik Milan Kučan, dodijelio mu je 26. travnja 2002., Zlatni castni znak svobode Republike Slovenije, kao najviše odlikovanje u Republici Sloveniji. 
Umro je 14. listopada 2011., u devedeset i prvoj godini života, u umirovljenickom domu u Ljubljani.